# Оришечко, Василий Макарович
Василий Макарович Оришечко (1919—1999) — участник Великой Отечественной войны и полный кавалер ордена Славы.

## Биография
Родился в 1919 году в селе Михайловка (ныне Черкасская область) в семье крестьянина. Получил неполное среднее образование, после чего устроился работать в колхоз.
В сентябре 1939 года был призван в Красную Армию. Участвовал в Советско-финской войне. В июне 1941 года начал участвовать в боевых действиях. За время войны, получил четыре ранения. Во время прорыва вражеской обороны вблизи Арбузово (Ленинградская область), был помощником командира взвода. Во время боя, взводом было уничтожено две вражеские огневые точки и около 40 солдат. Во время этого боя Василий Оришечко был ранен и отправлен в госпиталь. 1 августа 1943 года был награждён орденом Красной Звезды. Во время прорыва блокады Ленинграда, в середине января 1944 года Василий Оришечко уничтожил один станковый пулемёт врага и приблизительно 10 вражеских солдат. За этот бой был представлен к награждению орденом Отечественной войны 2-й степени. Однако, 23 января 1944 года был награждён орденом Славы 3-й степени. В конце июня 1944 года во время прорыва вражеской обороны вблизи хутора  Марьямяки (Ленинградская область), уничтожил экипаж повреждённого вражеского танка. В дальнейшем уничтожил вражеский расчёт противотанкового орудия. Во время освобождения деревни Ваккила (Ленинградская область), Василий Оришечко взял в плен двух финских солдат и 10 уничтожил. 1 июля 1944 года был повторно награждён орденом Славы 3-й степени. В конце июня 1944 года, при отражении контратаки противника, смог отбить две контратаки финских солдат и удержал позицию. 18 августа 1944 года был награждён орденом Славы 2-й степени.
Демобилизовался в ноябре 1945 года. Вернулся в село Михайловка, где работал в колхозе. В 1966 году второй орден Славы 3-й степени был заменён на орден Славы 1-й степени. В 1985 году вышел на пенсию. Умер 2 июля 1999 года.

## Награды
- Орден Отечественной войны 1-й степени (11 марта 1985)[2];
- Орден Красной Звезды (1 августа 1943)[3];
- Орден Славы 1-й степени (24 октября 1966 — № 2681);
- Орден Славы 2-й степени (18 августа 1944 — № 3294)[4];
- 2 ордена Славы 3-й степени (23 января 1944 — № 171727 и 1 июля 1944 — перенаграждён 26 октября 1966 года)[5][6];
- Медаль «За оборону Ленинграда»[7];
- ряд других медалей.